# Chocina
Chocina (Chocinia, kaszb. Chòcënô) – rzeka, lewy dopływ Brdy o długości 38,88 km.
Rzeka płynie przez obszar Borów Tucholskich w województwie pomorskim. Górny bieg rzeki kończy się w jeziorze Wieczywno Duże. W środkowym biegu (uregulowanym) przepływa przez zatorfioną i monotonną krajobrazowo dolinę. Odcinek dolny rzeki rozpoczyna się w Niepszczołęgu na granicy Zaborskiego Parku Krajobrazowego od którego to rzeka silnie meandrując uchodzi do jeziora Karsińskiego.
Chocina przepływa przez miejscowości 
Binduga, Zielona Chocina, Jonki, Niepszczołąg, Chociński Młyn i Kokoszka. Od miejscowości Zielona Chocina rzeka stanowi szlak spływów kajakowych.